# David Roiseux
David Roiseux, född den 17 juli 1975 i Sverige, är en svensk/fransk Techno / House / Electronica producent och DJ. Han är grundaren av skivbolagen Arrival Works och Innovez Records. David har runt 30 stycken olika skivsläpp bakom sig under olika alias som till exempel Louis. Han började som tonåring att spela skivor i Paris på diverse klubbar under 90-talet som Rex, le Queen och Magique samt i Stockholm där han även drivit flertalet klubbar under 2000-2010 på bland annat Spybar, Berns, Orionteatern med mera.
Han har även jobbat flitigt med musik till modevisningar till olika företag och designers som Carin Wester, WESC, COS, Hugo Boss & Indiska med mera.
Numera har han valt att spela mindre och koncentrera sig på att producera mer musik och utforska nya stilar och samarbete till egna samt andra skivbolag som bland annat Stasis Recordings i Kanada och hans nystartade skivbolag SW3T3C som drivs med kollegan och producenten Kei Mohebi.
Det finns även ett stort antal remixar på diverse artister som: Robyn, The Attic och Erik S.